# Bandakouni
Bandakouni är en bergstopp i Komorerna.   Den ligger i distriktet Grande Comore, i den västra delen av landet, 24 km sydost om huvudstaden Moroni. Toppen på Bandakouni är 595 meter över havet. Bandakouni ligger på ön Grande Comore.
Terrängen runt Bandakouni är kuperad åt sydost, men norrut är den bergig. Havet är nära Bandakouni åt sydväst.  Närmaste större samhälle är Dembéni, 1,6 km söder om Bandakouni. 